# Autobusna linija br. 264 u Zagrebu
Linija 264 (Dubec – Sesvete – Jesenovec) prigradska je autobusna linija u Zagrebu.
Prometuje svaki dan na trasi: Dubec – ul. Dubrava – Zagrebačka cesta – (smjer B: Ninska ulica) – Varaždinska cesta – Soblinečka ulica – Omladinska ulica – Prigorska ulica – Ulica Dragutina Domjanića – Ulica kneza Adama – Jesenovečka cesta – Jesenovec
Između Dupca i Sesveta ne staje na usputna stajališta.
Povezuje naselja Jesenovec, Adamovec, Belovar, Žerjavinec, Soblinec i Popovec s željezničkim kolodvorom Sesvete te direktno nastavlja putovanje do tramvajsko-autobusnog terminala Dubec.

## Vanjske poveznice
- Vozni red linije 264

1. ↑  Datoteke u GTFS formatu. zet.hr. Pristupljeno 5. lipnja 2025. - Sadrži informacije tijela javne vlasti u skladu s Otvorenom dozvolom